# Präsidentschaftswahlen in Niger 2004

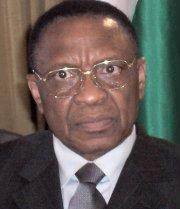
Mamadou Tandja, Sieger der Präsidentschaftswahlen in Niger 2004

Bei den Präsidentschaftswahlen in Niger 2004 wurde mittels Direktwahl der Staatspräsident der Republik Niger gewählt. Der erste Durchgang der Wahlen fand am 16. November 2004 statt, der zweite Durchgang am 4. Dezember 2004. Als Wahlsieger ging der Amtsinhaber Mamadou Tandja (MNSD-Nassara) hervor.

## Hintergrund
Die Präsidentschaftswahlen waren am Ende der regulären Amtszeit des Staatspräsidenten von fünf Jahren erforderlich. Der Amtsinhaber Mamadou Tandja stellte sich erneut zur Wahl. Sein wichtigster Konkurrent war der Oppositionsführer Mahamadou Issoufou von der Nigrischen Partei für Demokratie und Sozialismus (PNDS-Tarraya). Von den sechs Kandidaten waren fünf bereits bei den vorangegangenen Präsidentschaftswahlen von 1999 angetreten. Erstmals bewarb sich der frühere Premierminister Amadou Cheiffou um das Präsidentenamt. Cheiffou, bis dahin der stellvertretende Parteivorsitzende der Demokratischen und sozialen Versammlung (CDS-Rahama) unter der Führung von Mahamane Ousmane, hatte sich im Januar 2004 mit der Partei Sozialdemokratisches Bündnis (RSD-Gaskiya) von der CDS-Rahama abgespalten.
UNDP-Beobachter bewerteten den ersten Wahldurchgang trotz einiger Mängel als demokratisch, frei und transparent. Die Wahlbeobachter der Frankophonie und der Nigrischen Menschenrechtskommission beanstandeten Verzögerungen beim Aufbau der Wahleinrichtungen in manchen Wahllokalen, Probleme bei der Verteilung neuer Wählerregistrierungskarten und fehlende logistische Unterstützung seitens der zuständigen Verwaltungskommissionen. Es gab auch Berichte über versuchten Stimmenkauf.

## Ergebnisse

### Erster Wahldurchgang
Von 5.255.232 registrierten Wählern gingen 2.535.493 zu den Urnen. Dies entspricht einer Wahlbeteiligung von 48,2 %. Von den 2.535.493 abgegebenen Stimmzetteln wurden 2.438.450 als gültig und 97.043 als ungültig (bzw. leere Stimmzettel) gewertet.
| Kandidat                   | Partei            | Stimmenanzahl | Stimmenanteil |
| -------------------------- | ----------------- | ------------- | ------------- |
| Mamadou Tandja             | MNSD-Nassara      | 991.764       | 40,67 %       |
| Mahamadou Issoufou         | PNDS-Tarraya      | 599.792       | 24,60 %       |
| Mahamane Ousmane           | CDS-Rahama        | 425.052       | 17,43 %       |
| Amadou Cheiffou            | RSD-Gaskiya       | 154.732       | 6,35 %        |
| Adamou Moumouni Djermakoye | ANDP-Zaman Lahiya | 147.672       | 7,73 %        |
| Hamid Algabid              | RDP-Jama’a        | 119.153       | 4,89 %        |

### Zweiter Wahldurchgang
Ein zweiter Wahldurchgang wurde erforderlich, da keiner der Kandidaten beim ersten Wahldurchgang die absolute Mehrheit der Stimmen auf sich vereinen konnte. Alle vier Kandidaten des ersten Wahldurchgangs, die die Stichwahl nicht erreichten, gaben nun Wahlempfehlungen für Mamadou Tandja ab. Von 5.256.581 registrierten Wählern gingen 2.363.692 zu den Urnen. Dies entspricht einer Wahlbeteiligung von 45 %. Von den 2.363.692 abgegebenen Stimmzetteln wurden 2.304.302 als gültig und 59.390 als ungültig (bzw. leere Stimmzettel) gewertet.
| Kandidat           | Partei       | Stimmenanzahl | Stimmenanteil |
| ------------------ | ------------ | ------------- | ------------- |
| Mamadou Tandja     | MNSD-Nassara | 1.509.905     | 65,53 %       |
| Mahamadou Issoufou | PNDS-Tarayya | 794.357       | 34,47 %       |

## Folgen
Der zweite Durchgang der Präsidentschaftswahlen am 4. Dezember 2004 fiel mit den Parlamentswahlen von 2004 zusammen, bei denen die Nationale Bewegung der Entwicklungsgesellschaft (MNSD-Nassara) von Mamadou Tandja wieder als stimmenstärkste Partei hervorging und 47 von 113 Sitzen in der Nationalversammlung gewann. Staatspräsident Tandja ernannte den bereits seit dem Jahr 2000 amtierenden Premierminister Hama Amadou (MNSD-Nassara) am 24. Dezember 2004 erneut zum Regierungschef.